# Jarosław Janikowski
Jarosław Janikowski (ur. 23 kwietnia 1972) – aktor, tancerz oraz mim.

## Życiorys
Związany na stałe z teatrem muzycznym Studio Buffo. Ukończył Szkołę Baletową – wydział tańca estradowego w Poznaniu. Tancerz teatru Studio Buffo. Z "Metrem" tańczył na Brodwayu. Gra we wszystkich przedstawieniach w teatrze Studio Buffo: "Przeżyj to sam", "Grosiki", "Metro (musical)", "Romeo i Julia (musical)", "Wieczory w Buffo" i inne. Przez pięć lat tańczył w zespole irlandzkim o obsadzie międzynarodowej "Magic of the Dance". Występował w 28 krajach na wszystkich kontynentach. Przez dwa lata tańczył w zespole Pieśni i Tańca "Mazowsze". W 1998 roku zdobył dwa Mistrzostwa Polski w Aerobiku Sportowym – indywidualnie i w duecie oraz brał udział w Mistrzostwach Świata w Orlando na Florydzie. Był asystentem Janusza Józefowicza w realizacji "Metra" w Moskwie. Tańczył w spektaklach operowych w Teatrze Wielkim w Warszawie.
Od września 2007 roku tańczył w produkcji Janusza Józefowicza i Nataszy Urbańskiej "Przebojowa noc" w TVP 1. Występuje w spektaklu Dziewczynka z zapałkami. Świat smogu w teatrze ekologicznym Bohema House.